# Pecuária na Suécia

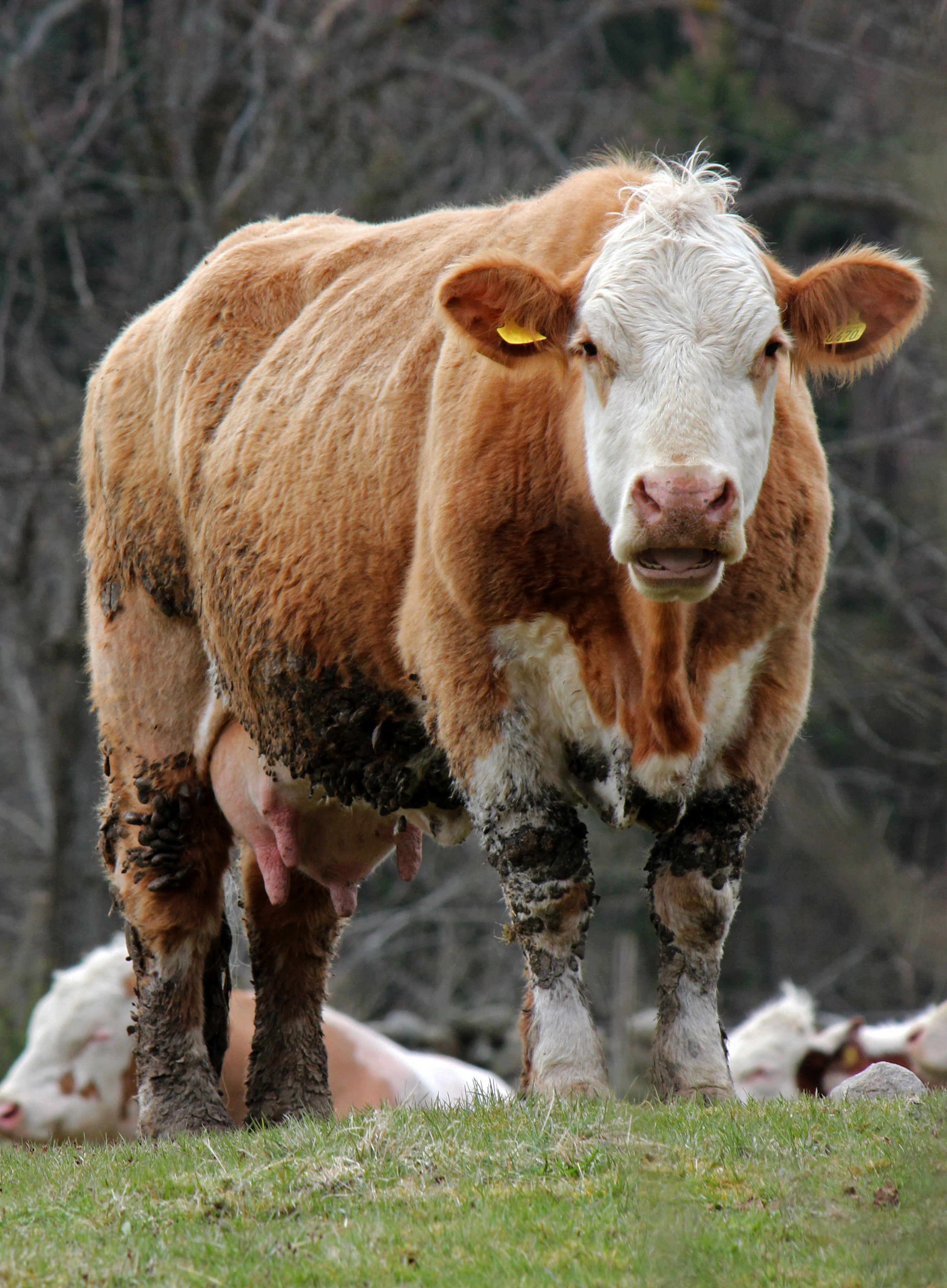
Uma vaca na Suécia.

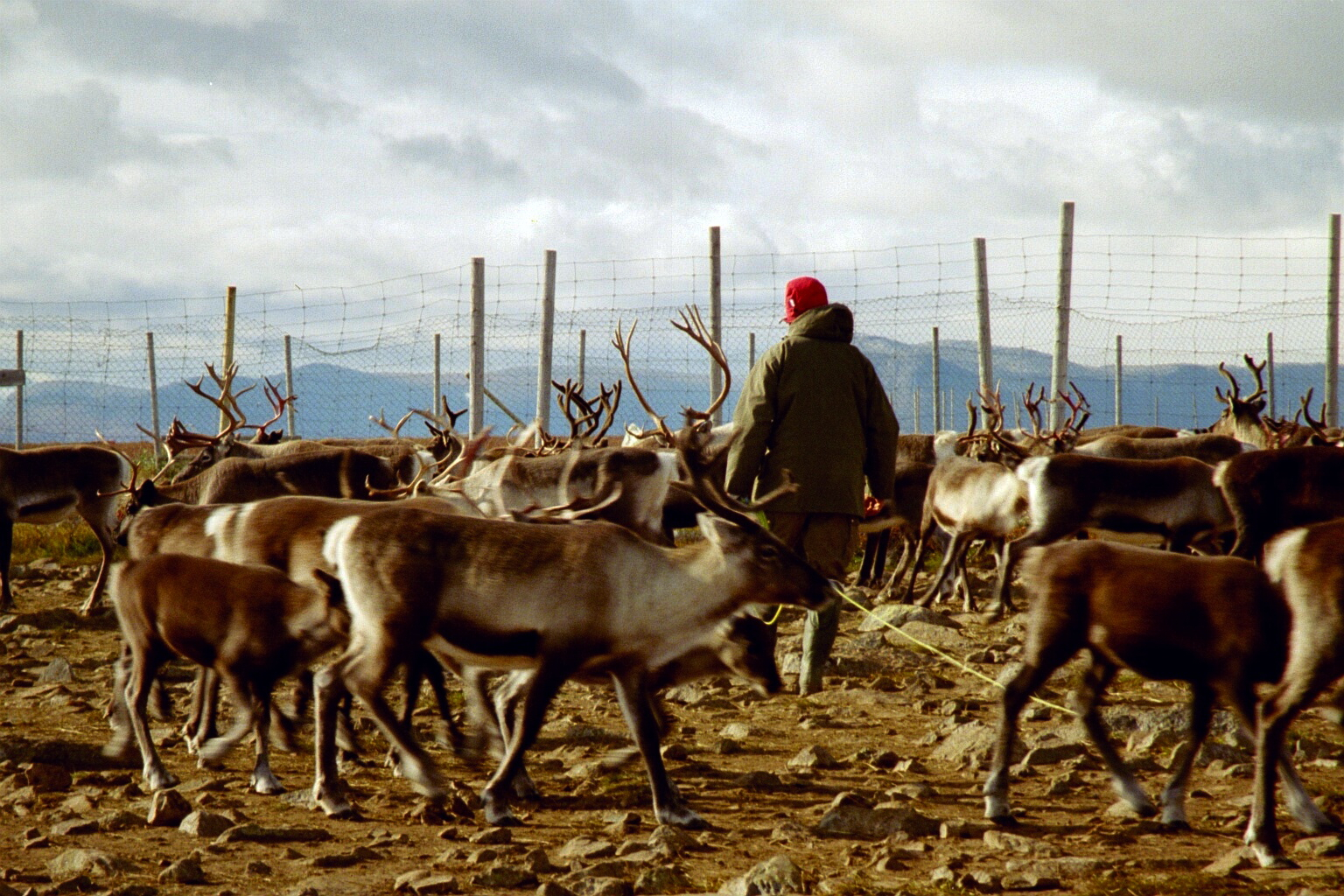
Algumas renas capturadas na Suécia.

A pecuária na Suécia está ligada à agricultura. Os camponeses suecos associam frequentemente as atividades agrícolas, pecuárias e silvícolas.

Os produtos principais da pecuária sueca são o leite e ovos, assim como a carne de vaca, porco e galinha 

No norte do país, os lapões seguem e caçam umas 60 000 renas anualmente. 